# Hipódromo de El Paraíso
El Hipódromo de El Paraíso fue una pista de carreras de caballos de Venezuela, ubicada en la homónima urbanización de El Paraíso en Caracas. Fue inaugurado en 1908 y remodelado en 1931. Además de ser el centro de importantes eventos hípicos en Venezuela, incluyendo la primera edición del Gran Premio Clásico Simón Bolívar en 1946, el hipódromo también fue el lugar desde donde despegó el primer vuelo en Venezuela, en 1912, y el primer partido de la selección nacional de fútbol venezolana, en 1926.
El hipódromo cerró en 1959 y fue sustituido por el hipódromo La Rinconada por falta de capacidad, también ubicado en Caracas. El año siguiente el presidente Rómulo Betancourt anunció que el Parque de las Naciones Unidas se construiría sobre el hipódromo.

## Historia

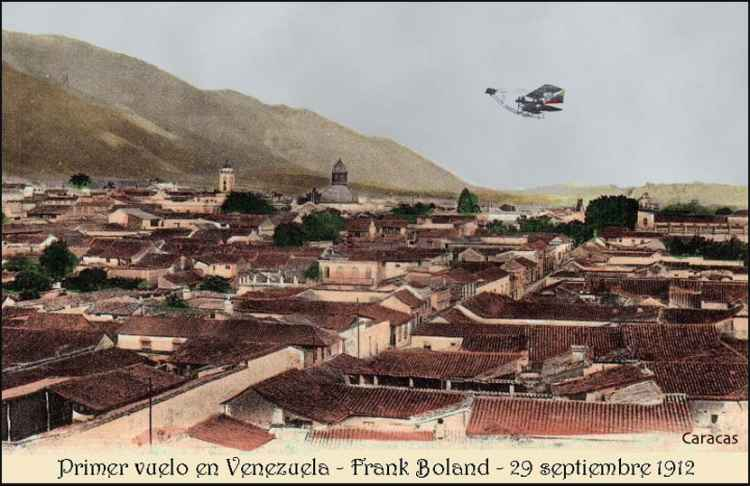
Vuelo de Frank Boland en 1912 que despegó y aterrizó en el hipódromo.

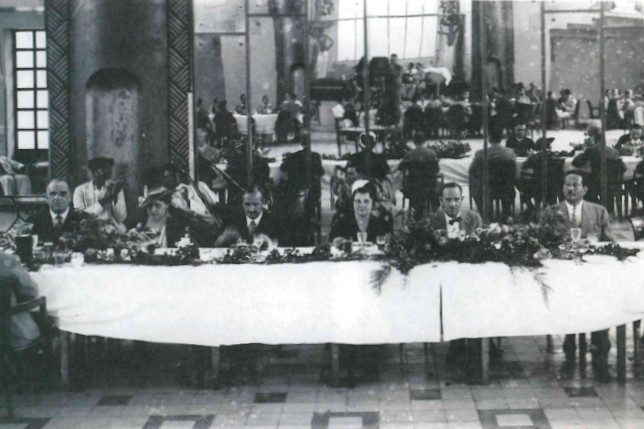
El dictador Juan Vicente Gómez acostumbraba a ofrecer banquetes a familiares y amigos cercanos en El Paraíso.

El Hipódromo de El Paraíso fue inaugurado el 9 de febrero de 1908 por Gustavo J. Sanabria, gobernador del Distrito Federal y presidente del Jockey Club de Venezuela, acompañado por José Gil Fortoul, Manuel Vicente Lander Gallegos, Celestino Martínez, Eduardo Sucre, Félix Galavís y Manuel Corao, miembros del club. Para ello, el año pasado firmaron un contrato con los hermanos García Prim en la urbanización El Paraíso para adquirir diez hectáreas y transferirla al Concejo Municipal del Distrito Federal. Para la construcción se usó la gradería del hipódromo de Las Delicias desmantelado, en Sabana Grande, columnas recolectadas como chatarra del Mercado de San Jacinto, y rejas de hierro fabricadas especialmente por la Escuela de Artes y Oficios de Caracas. El hipódromo fue inaugurado con la victoria de Ursus.
El 19 de abril de 1912, Robert Masterson realizó una demostración en un globo aerostático desde el hipódromo. El 29 de septiembre del mismo año, el primer vuelo realizado en Venezuela despegó desde el hipódromo de El Paraíso. El piloto estadounidense Frank Boland sobrevoló Caracas durante 27 minutos antes de volver a aterrizar en el hipódromo. El primer partido de la Selección Nacional de Fútbol de Venezuela también se celebró en el hipódromo el 21 de julio de 1926.
En 1927 se pausaron las carreras en el hipódromo y la instalación comenzó a entrar en un estado de abandono. El 10 de septiembre de 1931 el dictador Juan Vicente Gómez ordenó la completa restauración del hipódromo, y el 14 de febrero de 1932 reabrió y reanudó sus actividades.
El 26 de octubre de 1946, la primera edición del Gran Premio Clásico Simón Bolívar se realizó en el Hipódromo de El Paraíso. El caballo ganador fue Seriote, cabalgado por el jinete panameño Vicente Alemán.
La última jornada de carreras del hipódromo de El Paraíso se celebró el 28 de junio de 1959, donde el monto del 5y6 fue de 2.587.176 bolívares. Manuel Camacaro, jinete del caballo Lido, ganó la Copa Despedida Hipódromo Nacional de El Paraíso sobre Jesús Bolívar con Condell. Tras la carrera, los espectadores cargaron en hombros a Camacaro.
Al siguiente mes, el 28 de julio de 1959, el hipódromo fue sustituido por el hipódromo La Rinconada al requerirse una mayor capacidad, y el año siguiente, el 18 de marzo de 1960, el presidente Rómulo Betancourt anunció que el Parque de las Naciones Unidas se construiría sobre el viejo hipódromo con campos deportivos y zonas verdes.